# Sacca Lafia
Pour les articles homonymes, voir Sacca Lafia.
Sacca Lafia, né le 21 octobre 1952 au Bénin est une personnalité politique. Vétérinaire de formation, chef de parti politique, il est ministre dans le gouvernement de Yayi Boni en 2007 et celui du président Patrice Talon de 2016 à 2021.

## Biographie

### Formation et études
Sacca Lafia est vétérinaire de formation. À la suite des élections législatives de mars 1999, il est élu  l'Assemblée nationale du Bénin parmi les quatre candidats de l'Alliance Étoile. En mars 2001, il se présente aux élections présidentielles sous l'UDS. Il est réélu aux législatives de 2003 sous l'Alliance Étoile, puis à celle de 2007 en tant que candidat des Forces Cauris pour un Bénin émergent (FCBE). Il a été également vice-président de l'Assemblée nationale,,.

### Carrière professionnelle et politique
Il occupe le poste de ministre de l'Intérieur dans le gouvernement de Patrice Talon de 2016 à 2021. Avant ce poste, il est ministre des Mines, de l'Énergie et de l'Eau au sein du gouvernement de Yayi Boni en 2007. Sacca Lafia est  la tête du parti politique du nom de l'Union pour la démocratie et la solidarité nationale (UDS),.
Sacca Lafia a été nommé ministre des Mines, de l'Énergie et de l'Eau sous le gouvernement de Yayi Boni le 17 juin 2007. À la suite des élections législatives d'avril 2015, il a été une fois encore été réélu à l'Assemblée nationale dans la huitième circonscription électorale en tant que candidat de l'Alliance Étoile. C'est le 6 avril 2016, à l'arrivée de Patrice Talon au pouvoir, qu'il se voit confier le poste de ministre de l'Intérieur et de la Sécurité Publique.